# Ichneumon stramineus
Ichneumon stramineus är en stekelart som beskrevs av Gmelin 1790. Ichneumon stramineus ingår i släktet Ichneumon och familjen brokparasitsteklar. Inga underarter finns listade i Catalogue of Life.